# Thlaspi tymphaeum
Thlaspi tymphaeum là một loài thực vật có hoa trong họ Cải. Loài này được Hausskn. miêu tả khoa học đầu tiên năm 1893.